# Albany River Rats
Los Albany River Rats (Albany ratas de río en español) son un equipo profesional de hockey sobre hielo de la American Hockey League. 

## Los jugadores actuales

### Porteros
- Ryan Mior

- Justin Pogge

- Mike Murphy

- Justin Peters

### Defensor
- Jason Lepine

- Thomas Dignard

- Jamie McBain

- Zack FitzGerald

- Tim Conboy

- Kyle Lawson

- Jonathan Paiement

- Casey Borer

- Bryan Rodney

- Brett Bellemore

### Atacantes
- Kevin Baker

- Mike McKenzie

- Nick Dodge

- Drayson Bowman

- Mike Angelidis

- Zach Boychuk

- Steven Goertzen

- Stefan Chaput

- Jerome Samson

- Jacob Micflikier

- Zac Dalpe

- Rob Hennigar

- Jiri Tlusty

- Michael Ryan

- Chris Terry

- Nicolas Blanchard

- Oskar Osala

- Brad Herauf

## Récord de Franquicia
- Goles: 46 Jeff Williams (1998-99)
- Asistencias: 60 John Madden (1998-99)
- Puntos: 98 John Madden (1998-99)
- Pena de Actas: 348 Ruchty Matt (1994-95)
- Promedio de goles recibidos: 2,31 Shulmistra Richard (1997-98)
- Porcentaje Ahorro: 91,8% Shulmistra Richard (1997-98)

## Todas las temporadas
- Goles: 155 Steve Brule
- Asistencias: 214 Steve Brule
- Puntos: 369 Steve Brule
- Pena de Actas: 1197 Rob Skrlac
- Blanqueadas: 8 Peter Sidorkiewicz
- La Mayoría de partidos jugados: 423 Jiri Bicek

- Datos: Q1752575
- Multimedia: Albany River Rats / Q1752575